# Mahoromatic
Mahoromatic (jap. まほろまてぃっく, Mahoromatikku) ist eine Mangaserie, die vom japanischen Autor Bunjūrō Nakayama (中山 文十郎) geschrieben und von Bow Ditama (ぢたま(某), Jitama (Bō)) gezeichnet wurde. Darüber hinaus ist es der Name einer Animeserie, die auf dem Manga basiert.

## Handlung

### Vorgeschichte
Mahoro Andou (安藤 まほろ, Andō Mahoro) ist ein Android, der von der Organisation VESPER erschaffen wurde um in den 1980er Jahren eine Invasion der außerirdischen SAINT aufzuhalten. Bei ihrer Herstellung wurde auf die Technologie der SAINT zurückgegriffen, was ihr eine echte Seele verlieh. Da sie ein Android ist, hat sie aber gleichzeitig eine begrenzte Lebenszeit und so verbleiben ihr am Anfang der Geschichte noch 398 Tage. Aus diesen Gründen wird ihr von der Organisation die Wahl gegeben, in ihrer noch vorhandenen Zeit zu tun was sie möchte. Kurzerhand entschließt sich Mahoro dazu, als Dienstmädchen für Suguru Misato (美里 優, Misato Suguru), einen in Hiryu bei Tokyo lebenden 14-jährigen Schüler, zu arbeiten.
Suguru verlor sehr früh seine Mutter und einige Jahre darauf seinen Vater, von dem er glaubt, dass dieser bei einem Unfall auf einer Geschäftsreise umkam. Seitdem zog Suguru es vor alleine zu leben und lehnte jegliche Angebote seiner Angehörigen ab, war aber auf der Suche nach einem Dienstmädchen, da er den Haushalt nicht mehr unter Kontrolle hatte. Die Entscheidung Mahoros bei Suguru als Dienstmädchen anzufangen ist dabei nicht zufällig von ihr getroffen worden, denn in Wirklichkeit war sein Vater Mahoros kommandierender Offizier und ließ sich von Mahoro, als er als Geisel genommen wurde, auf seinen Befehl hin zusammen mit dem Gegner erschießen.

### Haupthandlung
Nachdem Mahoro bei Suguru als Dienstmädchen angefangen hat, wundern sich seine Schulkameraden sehr darüber, wie intensiv Mahoro den Aufgaben als Dienstmädchen nachgeht. Insbesondere Chizuko Oe (大江 千鶴子, Ōe Chizuko), eine blonde Mitschülerin mit einem extremen Feinsinn für gutes Essen, lobt die Mahlzeiten, die von Mahoro zubereitet wurden, übermäßig. Die durch den entstehenden Tumult aufmerksam gewordene Lehrerin Saori Shikijo (式条 沙織, Shikijō Saori), die sich extrem zu Suguru hingezogen fühlt und einen Shotacon hat, ist allerdings über die Konkurrenz, die durch Mahoro entsteht, überhaupt nicht erfreut. So versucht sie noch intensiver den Kontakt zu Suguru aufzubauen, indem sie nun fast täglich zur Essenszeit bei dessen Wohnung auftaucht und sich durchfüttern lässt. Gleichzeitig versucht sie stetig, Mahoro zu demütigen. Ihr ist dazu jedes Mittel recht, und so macht sie sich z. B. über Mahoros Körbchengröße lustig, da Mahoro im Vergleich zu ihr eine sehr kleine Oberweite hat und somit die Ansprüche Sugurus nicht zufriedenstellen könne.
Nach einigen Wochen taucht plötzlich ein neuer Lehrer To Ryuga (流河 濤, Ryūga Tō) an der Schule auf, der aber ebenfalls ein Android ist und von den SAINT gebaut wurde. Er befolgt aber nur im groben die Befehle der SAINT und hat das Ziel in einem finalen Kampf Mahoro zu besiegen, damit er seiner eigentlichen Funktion als Kampfmaschine gerecht wird. So kommt es recht früh zu einer ersten Auseinandersetzung, in die Slash (スラッシュ, Surasshu) – ein wie ein Panther aussehender Kampfroboter, der Mahoro unterstellt ist, und ebenfalls eine Seele besitzt – entscheidend eingreift, so dass Mahoro den Kampf hätte für sich entscheiden können. Sie belässt es aber bei einem Unentschieden. Ryuga gibt aber keine Ruhe und so kommt es bald zu einem weiteren Kampf zwischen den beiden. Dieser Kampf ist wesentlich ausgeglichener und zwingt Mahoro dazu ihre stärkste Waffe einzusetzen, die aber den Nebeneffekt hat, dass Mahoro ihre gesamte restliche Energie verbrauchen würde. Als Suguru, der eigentlich von dem Kampf nichts wissen sollte, plötzlich am Kampfort auftaucht und Slash erwähnt, dass der Einsatz der Waffe Mahoro töten würde, zieht sich Ryuga zurück, da er diesen Kampf als unfair empfindet.
Als sich das Leben von Suguru und Mahoro am Anfang der zweiten Staffel Mahoromatic: Something More Beautiful wieder etwas normalisiert hat, läuft ihnen ein orientierungslos wirkendes Mädchen hinterher. Suguru gibt sie seinen Freunden als Mahoros kleine Schwester Minawa Ando (安藤 みなわ, Andō Minawa) aus. Auch sie ist wie Mahoro ein Android, wurde aber von der Organisation The Management erbaut. Diese versucht seit längeren Technologien zu entwickeln, um die SAINT zu bekämpfen, da dieser elitäre Kreis nichts von den Plänen der Regierungen hält, mit den SAINT zusammen zu leben. So wird die unschuldige Naivität von Minawa dazu missbraucht, um Suguru als Köder für Mahoro zu verwenden. Bei der Rettungsaktion wird Mahoro schwer verwundet, und ihre Lebensspanne ist kurz vor dem Ende. In einem finalen Kampf gegen den Android Feldrance ist Mahoro gezwungen, ihre letzte Waffe einzusetzen, und opfert sich somit für Suguru. Kurze Zeit vorher gelang es dem Großvater von Suguru, der Anführer der VESPER, auf einer Konferenz der The Management zusammen mit Slash die wichtigsten Anführer auszuschalten, bevor er seinen Verletzungen erliegt.

### Unterschiedliche Enden

#### Das Ende des Anime
Die letzte Folge, Na-Geanna, ist in einem wesentlich ernsthafteren Stil und dunkleren Ton als der Rest der Serie gehalten. Sie spielt 20 Jahre nach dem Tod von Mahoro auf einem anderen Planeten, der von der Erde und SAINT gemeinsam kolonisiert wurde, und geht mit der Ausnahme von Saori nicht weiter auf das Leben der anderen Nebencharaktere ein. Suguru hat sich dazu entschieden nie wieder nach Japan, dem Ort, wo es Mahoro nicht mehr gibt, zurückzugehen. Er selbst macht nun Jagd auf Cyborgs von The Management. Kurz nachdem er von seinem Partner verraten wurde erscheint ihm Mahoro. Nachdem er sie sehr skeptisch begrüßt bittet sie ihn wieder mit ihr nach Hiryu „wo alle auf sie beide warten“ zurückzukehren.
Die einzige Erklärung für das erneute Auftauchen Mahoros ist ein Kommentar von Matthew, der Anführerin der SAINT, mit der Mahoro seit ihrer Erschaffung in Kontakt steht. So erklärt sie, dass sie die „Erinnerung an den Frühling“ auf der Erde zurücklassen wird, da diese von den SAINT nicht mehr benötigt wird, wo sie nun weiter durch die Galaxie reisen.

#### Das Ende des Manga
Der Manga endet ähnlich wie der Anime, aber mit dem Unterschied, dass das Ende nicht so düster ist und er sich mehr an den bekannten Eigenschaften der Charaktere orientiert. Die Handlung spielt auch 20 Jahre später, aber auf der Erde. Suguru der als Offizier für die VESPER gearbeitet hat, kehrt gerade von dem letzten Kampf gegen die Überreste der Feinde zurück. Er steht immer noch in Kontakt zu seinen alten Freunden, was eine Fortführung ihrer Lebensgeschichten erlaubt.
Im Manga erscheint Mahoro nicht einfach in der Gegenwart, sondern wurde kurz nach ihrem Tod als menschliches Baby wiedergeboren. Noch immer kann sie sich an Suguru erinnern und beginnt im Alter von 20 Jahren nach ihm zu suchen. Als er von VESPER zurückkehrt und erwartet, ein leeres Haus vorzufinden, da ist sie bereits dort und wartet auf ihn.

## Entstehung und Veröffentlichungen

### Manga

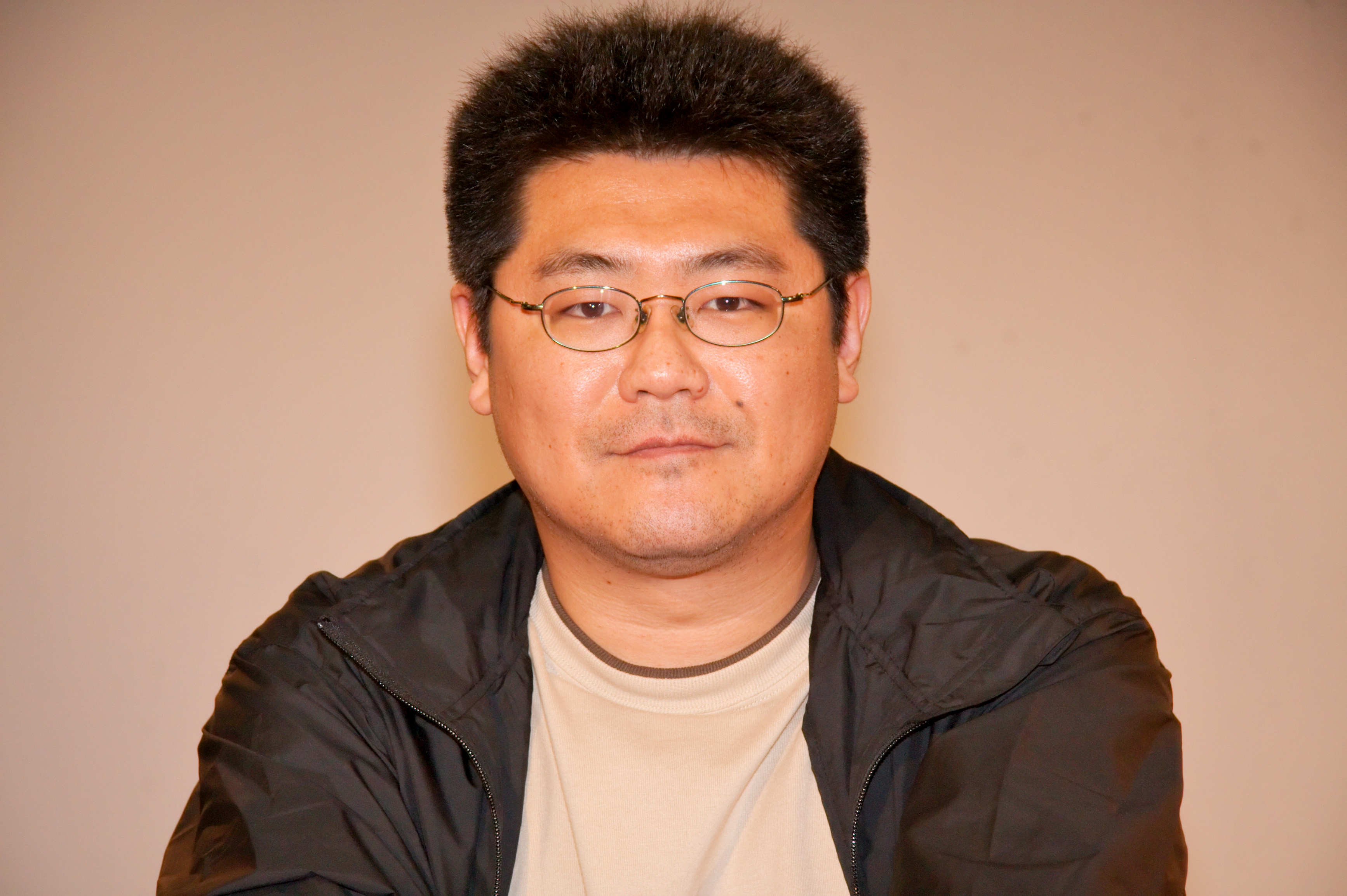
Zeichner Bow Ditama (2008)

Die Manga-Serie Mahoromatic wurde vom japanischen Autor Bunjūrō Nakayama (中山 文十郎) geschrieben und von Bow Ditama (ぢたま(某), Jitama (Bō)) gezeichnet. Sie startete am 10. Oktober 1999 und wurde bis Ende 2004 von Gum Comics in 8 Sammelbänden (Tankōbon) veröffentlicht. Eine französische Übersetzung wurde bei Edition Ki-oon vom 12. März 2007 bis 26. Juni 2008 herausgegeben und eine englische bei Tokyopop vom 4. Mai 2004 bis 10. Januar 2006. Auf Deutsch erschien der Manga von Dezember 2004 bis April 2006 bei Carlsen Comics, ebenfalls in 8 Bänden und im Originalformat.

### Anime
Da der Manga eine gewisse Popularität erreichte, produzierte Gainax zwei auf der Handlung des Manga basierende Animeserien. Die erste Serie Mahoromatic (まほろまてぃっく, Mahoromatikku) bestand aus 12 Folgen und wurde vom 10. September 2001 bis zum 28. Januar 2002 auf dem japanischen Fernsehsender BS-i ausgestrahlt. Die Handlung folgte dabei mehr oder weniger dem Manga bis zur dritten Ausgabe. Für die Musik zeichnet Toshio Masuda verantwortlich, der auch an Werken wie Excel Saga und Naruto mitwirkte.
Die zweite Serie Mahoromatic – Motto Utsukushii Mono (まほろまてぃっく〜もっと美しいもの〜, Mahoromatikku – Motto Utsukushii Mono), bestehend aus 14 Folgen, folgte bis zum Ende der Handlung des Manga und wurde vom 26. September 2002 bis zum 16. Januar 2003 ausgestrahlt.
Nach der 9. Folge beider Serien reiht sich noch das Mahoromatic: End of Year Special ein, was es effektiv zur Folge 9.5 werden lässt. Beide Serien besitzen diese Spezialfolgen, aber sie wurden nie in eine andere Sprache übersetzt.
Es wurde außerdem noch ein Sommer-Special Mahoromatic: Natsu no TV Special (まほろまてぃっく夏のTVスペシャル, Mahoromatikku Natsu no Terebi Supesharu) im Sommer 2003 ausgestrahlt. Die Handlung ist hier zu dem Zeitpunkt der zweiten Serie angesiedelt, an dem Minawa ein regulärer Teil des Haushalts geworden ist.
Mahoromatic war der letzte Anime der von Gainax mit Hilfe der Cel Animation hergestellt wurde. Die jetzigen Anime werden, aus Kosten- und Qualitätsgründen hauptsächlich mit Hilfe von Computeranimationen erstellt.
In Deutschland wurde der Anime noch nicht ausgestrahlt und es ist bisher auch nur die Erste der beiden Serien auf 3 DVDs verfügbar, die von ADV Films herausgegeben werden. Die japanische und englische Fassung wurde auf 6 DVDs veröffentlicht, welche beide Serien beinhalten.

#### Synchronsprecher
Die Namen aller Charaktere und ihre Sprecher sind in westlicher Reihenfolge angegeben (Vorname, Familienname)
| Rolle         | Japanischer Sprecher (Seiyū) |
| ------------- | ---------------------------- |
| Mahoro Ando   | Ayako Kawasumi               |
| Suguru Misato | Fujiko Takimoto              |
| Slash         | Keiichi Noda                 |
| To Ryuga      | Takehito Koyasu              |
| Saori Shikijo | Yumi Takada                  |
| Minawa Ando   | Ai Shimizu                   |

In der letzten Folge Na-Geanna wurde Suguru Misato von Nobutoshi Canna gesprochen, da sich die Veränderungen von 20 Jahren auch in der Stimme niederschlagen sollten.

### Musik- und Tonveröffentlichungen
In Japan wurden mehrere Musik-CDs veröffentlicht, welche auch Hörspiele enthielten. Einige dieser CDs wurden später mit übersetzten Beilagen in den Vereinigten Staaten von Geneon Entertainment veröffentlicht. Unter anderen waren dies Mahoromatic [SOUNDTRACK], Mahoromatic: Music Ver. 1 und Mahoromatic: More Beautiful Things.

### Videospiele
In Japan wurden auch noch 9 Mahoromatic-Videospiele veröffentlicht: 8 für den PC und eines für die PS2 von Konami, weswegen Konami auch eine Minawa-Figur in sein Sortiment aufnahm.

## Konzeption
Mahoros strikte Ablehnung von erotischen Material jeglicher Art war der Anlass vieler humorvoller Szenen, wie in vielen der von Gainax produzierten Anime. Dieser Fanservice, der auch Mahoro selbst mit einschließt, verhalfen Mahoromatic zu einem recht hohen Bekanntheitsgrad. Dazu gehört vor allem der von Mahoro ständig wiederholte Satz „Ecchi na no wa ikenai to omoimasu“ (dt. Ich denke das diese schmutzigen Gedanken nicht gut sind). Mahoro wurde aber auch in anderen, nicht von Gainax produzierten, Serien immer wieder aufgegriffen, z. B. von Hanaukyo Maid Tai ~Le Verite~, wo der männliche Charakter Taro dazu gezwungen wurde sich wie Mahoro zu verkleiden.
Des Weiteren lassen sich viele Parodien auf ältere Anime in Mahoromatic auffinden, wie etwa von Cyborg 009 oder Mobile Suit Gundam.
Dadurch, dass Mahoromatic in zwei Teilen erschien, gibt es auch einige Verständnisprobleme; selbst bei einigen Kritikern.
So sind die SAINT nicht die Bad Boys, wie es in einigen Rezensionen behauptet wird. Dies ist nur eine voreilige Schlussfolgerung aus dem ersten Teil der Serie, die nur wenig auf die eigentlichen Hintergründe einging.

## Rezeption
Das Charakterdesign, sowie die humorvollen Szenen würden die herausragenden Eigenschaften des Anime sein, da er viele Genres abdeckt und trotzdem unterhaltsam bleibt. Die meisten Kritiker lobten den Anime, auch wenn sie die Abweichungen von der Mangavorlage nicht immer für gut befanden und dem Produzenten Gainax seinen eigenen Stil unterstellten.